# Juninho (calciatore luglio 1995)
Carlos Jamisson Teles dos Santos Junior, meglio noto come Juninho (Aracaju, 29 luglio 1995), è un calciatore brasiliano, difensore del P'yownik.

## Caratteristiche tecniche
È un terzino sinistro.

## Carriera
Ha esordito in Série A il 2 ottobre 2018 disputando con il Paraná il match pareggiato 1-1 contro il Vasco da Gama.

## Palmarès

### Club

#### Competizioni statali
- Campionato Sergipano: 1

Confiança: 2017

#### Competizioni nazionali
- Campionato armeno: 1

P'yownik: 2021-2022
- Supercoppa d'Armenia: 1

P'yownik: 2022